# Cacareco
Cacareco (n. 14 februarie 1954 – d. 27 noiembrie 1962) a fost o femelă de rinocer negru născută și crescută în captivitate în grădinile zoologice din Brazilia. Ea a devenit faimoasă datorită numărului mare de voturi obținute la alegerile municipale din 4 octombrie 1959 din São Paulo, unde candidatura ei a fost propusă ca formă de protest împotriva corupției.
Termenul „voto Cacareco” este folosit până azi în Brazilia ca sinonim pentru a desemna un vot de protest. Succesul animalului a inspirat un cântec de carnaval foarte popular în 1960. După moartea sa, în Canada a fost creat un partid contestatar care se considera descendent spiritual și continuator al lui Cacareco (Partidul Rinocer⁠(d)).

## Viața

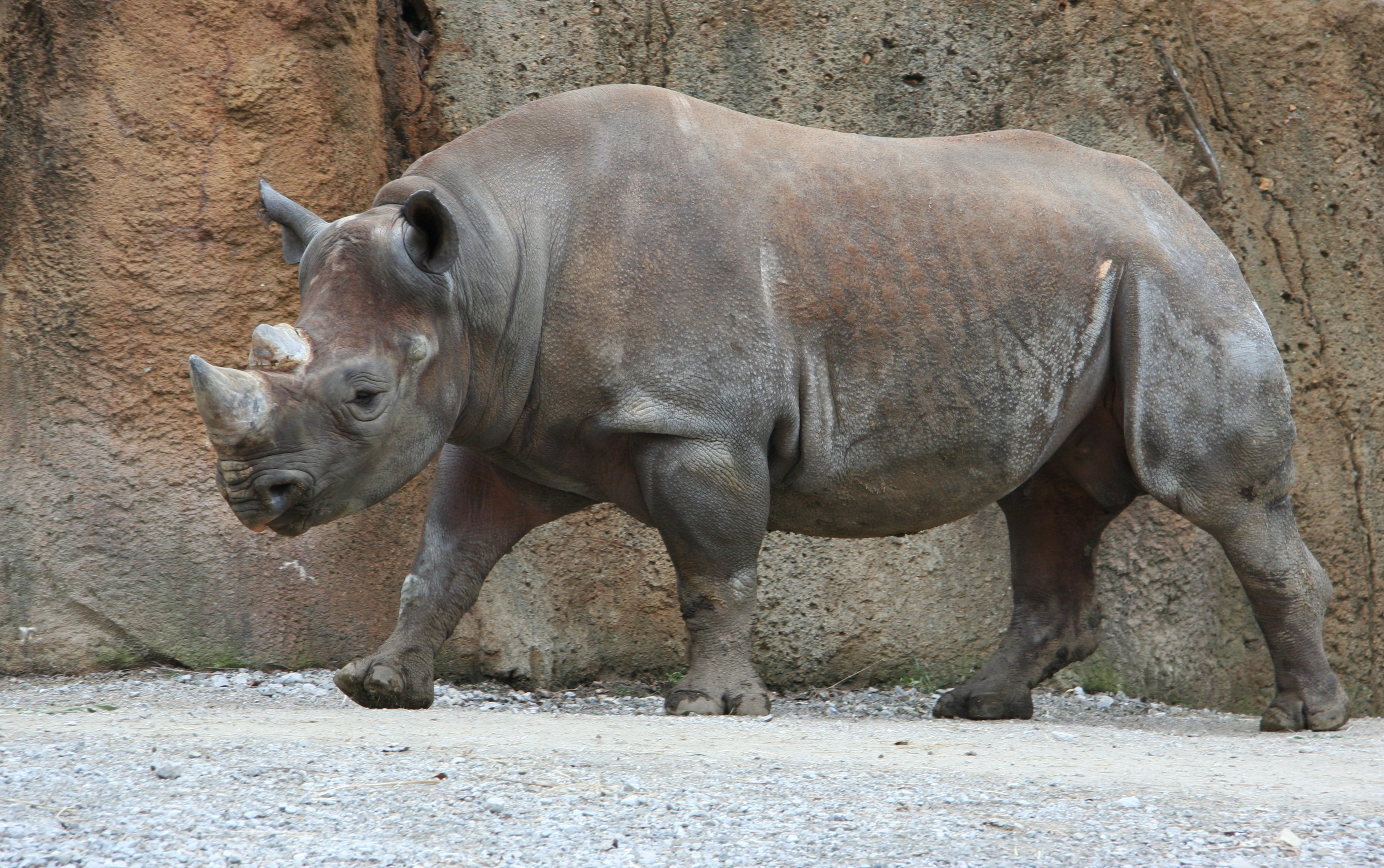
Un exemplar de rinocer negru

Cacareco a fost primul exemplar de rinocer care s-a născut în Brazilia, la grădina zoologică din Rio de Janeiro. Părinții săi au fost Britador și Teresinha, un cuplu de rinoceri proveniți din Kenya. Deși era femelă, puiul lor a primit un nume masculin. În limba portugheză, „cacareco” înseamnă „goz, mizerie, gunoi” și amintește de aspectul oarecum diform pe care l-a avut animalul la naștere.
În 1958, era o tânără arătoasă în vârstă de patru ani și cântărea deja 900 de kilograme. La solicitarea expresă a guvernatorului statului São Paulo, grădina zoologică din Rio de Janeiro a acceptat să o împrumute pe Cacareco orașului-capitală a acestuia, în vederea inaugurării propriului său parc zoologic la 16 martie 1958. Un an mai târziu, proprietara animalului a făcut demersuri pentru restituirea lui, dar autoritățile din São Paulo au obținut prelungirea împrumutului pentru alte câteva luni.
Dintre cele 300 de animale expuse în parcul zoologic recent înființat, Cacareco a devenit cel mai popular și îndrăgit de către vizitatori. Fabrica de jucării Estrela a lansat chiar o păpușă în onoarea ei. Locuitorii din São Paulo și-ar fi dorit ca rinocerul să rămână pentru totdeauna în orașul lor. În toamna anului 1959, ei au organizat o campanie de mobilizare a opiniei publice sub sloganul „Cacareco é nosso” („Cacareco e al nostru”).
Secretarul de stat al agriculturii din guvernul local a propus cumpărarea rinocerului, însă oferta sa nu a fost acceptată. Astfel, municipalitatea a fost nevoită să retrocedeze animalul grădinii zoologice de domiciliu din Rio de Janeiro. Cacareco a părăsit orașul São Paulo la 1 octombrie 1959, cu doar câteva zile înainte de alegerile care au făcut-o celebră. Mii de oameni au salutat-o în semn de rămas bun, ca și cum ar fi plecat în exil.

## Alegerile
În preajma alegerilor administrative din 1959, orașul São Paulo număra în jur de 3,5 milioane de locuitori, fiind cea mai mare metropolă din Brazilia. Populația sa se confrunta cu numeroase probleme: starea proastă a sistemului subteran de canalizare, prețurile ridicate ale bunurilor de consum și lipsurile serioase de pe piața alimentară (mai ales penuria de carne și fasole).
În schimb, orașul nu ducea lipsă de candidați: 540 de persoane revendicau cele 45 de locuri din consiliul municipal. Printre ele se aflau și câteva personaje anecdotice. Un candidat obez, în greutate de 230 de kilograme, avea drept slogan electoral „vale quanto pesa” („valorează cât cântărește”). Un altul, inspirat de un caracter comic din benzile desenate (O Amigo da Onça), se plimba pe străzile orașului cu un jaguar și își îndemna astfel concitadinii: „alegătorule inteligent, votează-l pe amicul jaguarului!”
Sentimentul de insatisfacție al populației față de politicieni în general era foarte pronunțat. Calitatea slabă a candidaturilor individuale venea să se adauge problemelor administrative acumulate și fenomenelor de corupție. Suburbia Osasco, care aparținea atunci municipiului, a încercat să obțină autonomia politică și administrativă, dar solicitarea a fost respinsă de Tribunalul Suprem Federal sporind nemulțumirea locuitorilor săi.

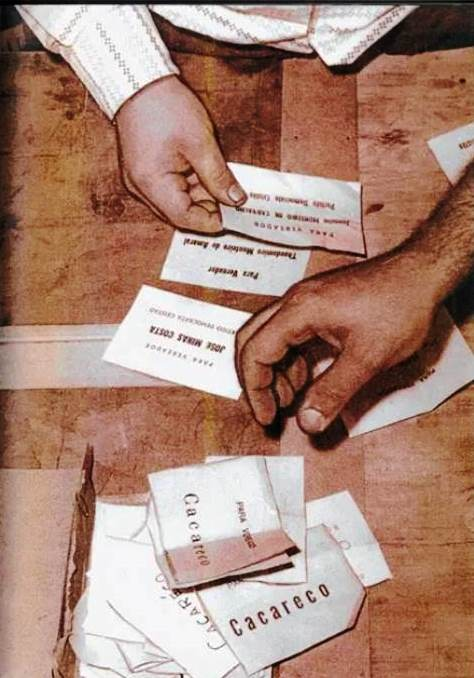
Buletine de vot tipărite cu numele lui Cacareco

Procedura de votare utilizată în perioada respectivă se baza pe urne, buletine de vot și plicuri din hârtie. În plicul primit la secția de votare, alegătorul introducea propriul său buletin pe care era înscris numele unui candidat, oricare ar fi fost acela. Această tehnică de votare permitea și introducerea unor candidați fictivi, practică des utilizată la alegerile din Brazilia ca formă de protest.
Ideea de a propune candidatura rinocerului Cacareco pentru funcția de consilier municipal i-a aparținut jurnalistului Itaboraí Martins. El a fost sprijinit de un grup de colegi de la ziarul local O Estado de S. Paulo unde lucra și de câțiva studenți de la Facultatea de Drept din Largo de São Francisco. Nu era pentru prima dată, însă, când un animal a fost propus pentru o funcție publică în Brazilia. În 1955, alegătorii din Jaboatão au votat un țap pe nume „Cheiroso” („Puturosul”).
Popularitatea lui Cacareco era deja asigurată dinainte. Impresionat de succesul la public al animalului, viitorul președinte al Braziliei Jânio Quadros⁠(d), pe atunci un politician în plină ascensiune, afirmase în glumă că rinocerul „ar fi un candidat puternic pentru Campos Elíseos” (sediul guvernatorului statului São Paulo). Protestatarii s-au hotărât să ia în serios ideea și să o pună în aplicare la alegerile municipale din 4 octombrie 1959.
Grupul informal de inițiativă a desfășurat o adevărată campanie electorală în favoarea „candidatului” pahiderm. Graffiti cu inscripția „Votează Cacareco” au apărut în parcul zoologic și în piața din fața stadionului Pacaembu. Au fost cazuri izolate, dar presa le-a adus în atenția opiniei publice. Fluturași electorali („santinhos”) cu numele rinocerului au fost imprimați în număr mare și distribuiți pe străzile orașului pentru a fi folosiți ca buletine de vot.
„Cansados de tanto sofrer 
 E de levar peteleco 
 Vamos agora responder 
 Votando no Cacareco” 

(„Obosiți să tot suferim 
 Și să-ncasăm bobârnace 
 Haideți acum să răspundem 
 Votându-l pe Cacareco!”)

În ziua alegerilor s-au prezentat la urne 934.794 de alegători, absenteismul fiind de peste 16,5%. La numărarea voturilor, în fiecare urnă au fost găsite cel puțin 20-30 de buletine de vot cu numele lui Cacareco, în toate cartierele municipiului, fără excepție. Într-o secție de votare din Marília, din cele 300 de buletine depuse într-o urnă, 102 erau voturi în favoarea rinocerului! Toate aceste voturi au fost declarate nule de către Tribunalul Regional Electoral. Numărul total de voturi nule raportate a fost de 105.892. Nu se cunoaște exact câte dintre acestea au fost voturi în favoarea lui Cacareco, pentru că nu a fost divulgat conținutul lor. Se estimează, însă, că rinocerul a obținut în jur de 100.000 de voturi.
Acest număr reprezenta în jur de 15% din totalul de voturi, fiind unul dintre cele mai ridicate procente înregistrate în istoria Braziliei până la acea dată de un candidat local. Voturile primite de Cacareco egalau pe cele primite în total de primii 15 candidați aleși, adică exact o treime din numărul de locuri al Camerei din São Paulo. Comparativ, partidul care a însumat cele mai multe voturi, cu toți cei 45 de candidați ai săi participanți la alegeri, a obținut în total abia 94.000 de voturi. Primul candidat clasat după Cacareco a obținut 10.079 de voturi, adică aproximativ 10% din numărul înregistrat de rinocer.

## Reacții
Rezultatul sufragiului a produs un șoc politic major. Alegerile municipale din 4 octombrie au fost anulate și reprogramate pentru săptămâna imediat următoare. Înfuriat și umilit că a fost învins la vot de către un animal, unul dintre candidați s-a sinucis prin împușcare. Directorul grădinii zoologice din Rio, care cunoștea bine rinocerul, a declarat că e un animal urât și stupid. „Creierul lui încape într-o nucă de Brazilia”. Dar, conform unui comentariu apărut în revista americană LIFE, tocmai acesta era mesajul pe care doreau să-l transmită alegătorii din São Paulo: chiar și așa, animalul părea să aibă mai multă minte decât mulți dintre contracandidații săi. Conform unui alt articol apărut în periodicul TIME, un alegător ar fi declarat: „Mai bine să votez un rinocer decât un măgar”.
Chestionat de jurnaliști cu privire la cele întâmplate în São Paulo, președintele de atunci al republicii, Juscelino Kubitschek de Oliveira, a răspuns: „Nu sunt un interpret al evenimentelor sociale și politice. Aștept interpretarea pe care o dau oamenii înșiși.” Spre deosebire de el, mai toți reprezentanții claselor intelectuale aveau câte o teorie proprie. Un psiholog a afirmat că  publicul a votat candidatul Cacareco în calitatea lui de „imagine de solidaritate” simbolizând ieșirea de duminică a familiei la grădina zoologică. Un sociolog îngrijorat a descris fenomenul ca fiind „de cea mai mare importanță sociologică” indicând că Brazilia se afla în pragul revoltei.
Pentru unii a fost o pură nebunie, însă pentru cei mai mulți, a fost o expresie a furiei față de oficialii locali și politica lor. Într-o analiză publicată de cotidianul Correio Paulistano în luna octombrie 1959 se arăta: „Într-un fel, acest gest al alegătorilor din São Paulo de a prefera să-și dea votul unui animal lipsit de rațiune mai degrabă decât să confirme alegerea partidelor politice este totodată și un protest împotriva sistemului electoral curent al votării pe bază de partide.”
Faima animalului a crescut și mai mult în urma „victoriei” repurtate în alegeri. Maeștri ai penei ca scriitoarea Rachel de Queiroz și jurnalistul Sérgio Porto⁠(d) i-au dedicat cronici speciale în coloanele celor mai importante periodice braziliene ale vremii. În spațiul nord-american de limbă engleză, isprava lui Cacareco a fost popularizată mai ales prin articolele laureatului premiului Pulitzer din 1952, George de Carvalho.
Poetul Augusto Frederico Schmidt⁠(d), care era atunci ambasadorul Braziliei la Organizația Națiunilor Unite, a relatat uimirea manifestată de câțiva diplomați și reprezentanți ai guvernelor, care i-au solicitat mai multe detalii după aflarea veștii despre votarea animalului. Ministrul de externe al Cambodgiei, „un model de finețe și de bună educație, care vorbea o franceză de excepție”, l-a asigurat mai întâi de simpatia principelui său la adresa statului brazilian și l-a întrebat apoi dacă alegerea rinocerului avea vreo semnificație religioasă particulară. Poetul le-a răspuns tuturor că este vorba de un gest de umor malițios din partea poporului său și un semn că acesta nu mai acceptă să fie subdezvoltat. „Rinocerul încarnează ideea de recuperare a timpului irosit, un nonconformism, o stare de impaciență bazată pe dorința de a nu mai fi o națiune neînsemnată”.
Performanța rinocerului a inspirat mai multe cântece de carnaval, dintre care cel mai răsunător succes l-a avut marșul „Cacareco é o Maior” („Cacareco e cel mai mare”) interpretat de Risadinha, el însuși un cântăreț foarte îndrăgit în epocă. Compusă de Francisco Neto (numele real al cântărețului) și José Roy, piesa a fost imprimată încă din 1959 pe un single de 78 de turații la casa de discuri Continental, iar apoi pe compilația colectivă Carnaval No Rio – 1960, lansată cu ocazia anului nou. În 1960 a fost realizat filmul brazilian Cacareco vem aí („Sosește Cacareco”), în regia lui Carlos Manga⁠(d). Acolo, numele simpaticului pahiderm a fost împrumutat personajului uman interpretat pe ecran de comicul Oscarito⁠(d).

## Ultimii ani și posteritatea
După ce s-a întors la Rio de Janeiro, Cacareco a primit o nouă misiune în deplasare, să participe la inaugurarea Grădinii Zoologice din São Leopoldo, în Rio Grande do Sul, unde a petrecut trei luni. Apoi a revenit în orașul de domiciliu și a mai trăit acolo un an și jumătate. A murit în 1962, suferind de nefrită acută. Era în vârstă de numai opt ani. În mod normal, rinocerii negri africani care trăiesc în libertate, în mediul lor natural, pot atinge până la 45 de ani.
Știrea despre decesul animalului s-a răspândit din nou peste hotare, apărând chiar și într-o notiță informativă din New York Times. În 1984, rămășițele lui Cacareco au fost duse la São Paulo, în orașul care a făcut-o celebră. Scheletul său este expus actualmente la Muzeul de Anatomie Veterinară al Facultății de Medicină Veterinară și Zootehnie a Universității din São Paulo⁠(d).
Scriitorul Antonio Fernando Costella⁠(d) notează, în monografia pe care i-a dedicat-o după mai bine de trei decenii de la moartea lui Cacareco, că acest animal „a ajuns să reprezinte caricatura tuturor defectelor care au marcat scena noastră politică”. Totodată, autorul subliniază că moartea prematură a rinocerului a constituit o lecție tristă căreia, la vremea respectivă, nimeni nu i-a acordat vreo atenție: animalele sălbatice nu trebuie scoase din habitatul lor. Pentru conștiința ecologică a generațiilor mai noi, mesajul reținut de activistul pentru drepturile animalelor Laerte Levai⁠(d) este că această poveste „trebuie mereu amintită, spusă, retrăită, pentru a denunța nebunia oamenilor și relele provocate de orice cultură pătrunsă de violență”.
În Brazilia, expresia „voto Cacareco” desemnează, până în ziua de azi, un vot de protest sau de blam care exprimă insatisfacția și dezaprobarea electoratului. Numele nu este întâmplător, deoarece „cacareco” înseamnă „gunoi” în limba portugheză, o aluzie clară la ceea ce cred alegătorii despre politicieni.
Exemplul locuitorilor din São Paulo a fost urmat și de alte orașe, iar „efectul Cacareco” s-a mai repetat de câteva ori. În 1988, populația din Rio de Janeiro a votat cimpanzeul Macaco Tião⁠(d) din fictivul Partid Bananier Brazilian, propus pentru funcția de primar de revistele satirice Casseta Popular și Planeta Diário, care s-a clasat pe locul al treilea și a intrat în Cartea Recordurilor Guiness ca cel mai votat cimpanzeu. În 1996, în municipiul Pilar din statul Alagoas, a fost votat țapul Frederico, care a avut un sfârșit tragic, însă, fiind otrăvit cel mai probabil de vreunul din adversarii săi politici.
Cărți dedicate lui Cacareco:
- Antonio F. Costella, Cacareco, o vereador, Editura Mantiqueira, 1996.
- Frans Hopp, O rinoceronte, Editura Ática, 1993.
- João Bergman (Jotabê), Cacareco o mais votado, Editura Tchê!, 1985.